# Ton (Oise)
Der Ton (manchmal auch: Thon) ist ein Fluss in Frankreich, der in den Regionen Grand Est und Hauts-de-France verläuft. Er entspringt im Gemeindegebiet von Auvillers-les-Forges, im Regionalen Naturpark Ardennen, entwässert generell in westlicher Richtung durch die Landschaft Thiérache und mündet nach rund 56 Kilometern im Gemeindegebiet von Étréaupont als linker Nebenfluss in die Oise. Auf seinem Weg durchquert der Ton die Départements Ardennes und Aisne.

## Orte am Fluss
- Auvillers-les-Forges
- Antheny
- Bossus-lès-Rumigny
- Hannappes
- Aubenton
- Martigny
- Origny-en-Thiérache
- Étréaupont